# 텔레 산타나
텔레 산타나(포르투갈어: Telê Santana da Silva, 1931년 7월 26일 ~ 2006년 4월 21일)는 은퇴한 브라질 출신의 축구 선수이자 전 브라질 축구 국가대표팀 감독이다. 포지션은 공격수였다. 1982년 FIFA 월드컵과 1986년 FIFA 월드컵에서 브라질 축구 국가대표팀을 이끌었다.

## 경력

### 선수
- 카리오카 주립 리그 : 1951, 1959
- 코파 리우 : 1952
- 토르네이우 리우-상파울루 : 1957, 1960

### 감독
- 브라질 전국 리그 : 1971, 1991
- 타사 과나바라 : 1969, 1989
- 카리오카 주립 리그 : 1969
- 미네이루 주립 리그 : 1970, 1988
- 가우슈 주립 리그 : 1977
- 파울리스타 주립 리그 : 1991, 1992
- 코파 리베르타도레스 : 1992, 1993
- 레코파 수다메리카나 : 1993, 1994
- 수페르코파 수다메리카나 : 1993
- 코파 CONMEBOL : 1994
- 인터컨티넨탈컵 : 1993
- 킹스컵 : 1983
- 사우디 프로 리그 : 1984
- 걸프 클럽 챔피언스컵 : 1985

#### 개인
- 남아메리카 올해의 감독 : 1992
- 월드사커 역대 최고의 감독 13위
- 프랑스풋볼 역대 최고의 감독 35위